# Tuboplastia
La tuboplastia es una intervención quirúrgica que permite corregir la infertilidad femenina causada por la obstrucción o adhesión de las trompas de Falopio. Es por tanto una forma de tecnología de reproducción asistida que era muy usada en los años 90 antes de que se desarrollara la tecnología de fecundación in vitro.

## Usos
Esta técnica se usa si las trompas de falopio se encuentran en constricción, permitiendo el pasaje del esperma pero no del óvulo. En estos casos puede ocurrir un embarazo ectópico en las trompas de Falopio.
La técnica también se usa cuando una mujer decide revertir el efecto de una esterilización quirúrgica a la que fue sometida anteriormente. En la esterilización quirúrgica las trompas de Falopio son bloqueadas para prevenir que el óvulo abandone los ovarios. Sin embargo, la tuboplastia no garantiza que pueda recuperarse la capacidad reproductiva. 

## Variantes de la técnica
La tuboplastia de globo (Balloon tuboplasty, en inglés) implica el uso de un globo o un cable. Durante el procedimiento, un cable delgado se inserta a través de la vagina, el cerviz y el útero y a continuación dentro de la trompa de Falopio que se encuentra en constricción. Un globo se encuentra unido al final de la cuerda y se infla cuando alcanza la zona afectada, consiguiendo así retirar el bloqueo que impide la concepción.
Esta técnica se usa para tratar bloqueos en las trompas de Falopio, endometriosis y también adhesiones uterinas. Presenta efectos secundarios leves pero éstos desaparecen varios días después de la operación.